# 西大島村
西大島村（にしおおしまそん）は、岡山県の西部、浅口郡に属していた村。現在の笠岡市大字西大島、備後福山藩により干拓された西大島新田にあたる。

## 歴史
- 1889年（明治22年）6月1日 - 町村制の施行により、西大島村、大島新田が合併して発足。
- 1905年（明治38年）4月1日 - 大島中村と合併して大島村が発足。同日西大島村廃止。
- 1955年（昭和30年）4月1日 - 大島村のうち大字大島中柴木が寄島町（現浅口市）、残部が笠岡市に編入。旧村域は笠岡市の一部となる。